# Saint-Amand-en-Puisaye
 Saint-Amand-en-Puisaye  es una población y comuna francesa, situada en la región de Borgoña, departamento de Nièvre, en el distrito de Cosne-Cours-sur-Loire y cantón de Saint-Amand-en-Puisaye.

## Demografía
| 1485 | 1427 | 1337 | 1394 | 1361 | 1397 |
| Para los censos de 1962 a 1999 la población legal corresponde a la población sin duplicidades (Fuente: INSEE [Consultar]) |      |      |      |      |      |